# سرزمین زامبی (فیلم)
«سرزمین زامبی» (انگلیسی: Zombie Nation (film)) فیلمی در ژانر ترسناک است که در سال ۲۰۰۵ منتشر شد.